# Турецький Потік (річка)
Туре́цький Поті́к — річка  в Україні, у Покутсько-Буковинському Прикарпатті, ліва притока  Пруту (басейн Дунаю).
Також відома як Сня́тинка, Кула́чин або Коло́чин. Станом на листопад 2024 року була висохлою поблизу Августдорфа.

## Опис
Довжина річки приблизно 8 км. Формується з багатьох безіменних струмків.
Бере початок на південному сході від села Стецева, тече переважно на південний схід поблизу колишньої німецької колонії Августдорф, і протікаючи східним передмістям Снятина (Кулачин) в селі Оршівці впадає в річку Прут, ліву притоку Дунаю.
Є природньою межею між історичними регіонами Буковина й Покуття, та співпадає з адміністративним кордоном між Івано-Франківською і Чернівецькою областями.

Річку перетинає автомобільна дорога Н10.

## Історичні дані
До 1504 річка мала назву Колочин або Кулачин (від топоніму Кулачин - приміське село, приєднане (1978) до Снятина, сьогодні південно-східна околиця міста).
Під такою назвою згадується у багатьох грамотах молдавських господарів (грамота Стефана Великого 1490 року) та міжнародних договорах (1433 року) про розмежування територій між Молдавським князівством та Польським королівством, Молдавською та Галицькою митрополіями. 
У документах поч. XVI ст. зустрічається назва Сня́тинка.
Після потрапляння Молдавського князівства у васальну залежність від Османської імперії (1513) закріплюється гідронім — Турецький потік.